# Merris
Merris – miejscowość i gmina we Francji, w regionie Hauts-de-France, w departamencie Nord.
Według danych na rok 1990 gminę zamieszkiwały 892 osoby, a gęstość zaludnienia wynosiła 88 osób/km² (wśród 1549 gmin regionu Nord-Pas-de-Calais Merris plasuje się na 599. miejscu pod względem liczby ludności, natomiast pod względem powierzchni na miejscu 317.).